# 카르킬라
카르킬라(핀란드어: Karkkila, 스웨덴어: Högfors 획포르스[*])는 핀란드 남부 우시마 지역에 위치한 도시로, 면적은 255.31km2, 인구는 9,190명(2012년 기준), 인구 밀도는 37.92명/km2이다.